# Meridiano 41 E
O meridiano 41 E é um meridiano que, partindo do Polo Norte, atravessa o Oceano Ártico, Europa, Ásia, África, Oceano Índico, Oceano Antártico, Antártida e chega ao Polo Sul. Forma um círculo máximo com o meridiano 139 W.
Começando no Polo Norte e tomando a direção Sul, o meridiano 41º Este tem os seguintes cruzamentos:
| País, território ou mar  | Notas                                                                                |
| ------------------------ | ------------------------------------------------------------------------------------ |
| Oceano Ártico            |                                                                                      |
| Mar de Barents           |                                                                                      |
| Rússia                   | Península de Kola                                                                    |
| Mar Branco               |                                                                                      |
| Rússia                   |                                                                                      |
| Geórgia                  | Passa na Abecásia - reconhecida pela Rússia e poucos outros países como independente |
| Mar Negro                |                                                                                      |
| Turquia                  |                                                                                      |
| Síria                    |                                                                                      |
| Iraque                   |                                                                                      |
| Arábia Saudita           |                                                                                      |
| Mar Vermelho             |                                                                                      |
| Eritreia                 | Arquipélago Dahlak                                                                   |
| Mar Vermelho             |                                                                                      |
| Eritreia                 |                                                                                      |
| Etiópia                  |                                                                                      |
| Quênia                   |                                                                                      |
| Fronteira Quénia-Somália |                                                                                      |
| Quênia                   | Continente e Ilha Pate                                                               |
| Oceano Índico            | Passa a leste da costa de Moçambique                                                 |
| Oceano Antártico         |                                                                                      |
| Antártida                | Terra da Rainha Maud, reivindicada pela Noruega                                      |